# Mantispa brevistigma
Mantispa brevistigma är en insektsart som beskrevs av C.-k. Yang 1999. Mantispa brevistigma ingår i släktet Mantispa och familjen fångsländor. Inga underarter finns listade i Catalogue of Life.